# Брун Пилип Карлович
Професор Пили́п Ка́рлович Брун (нар. 18 (30) серпня 1804, Фрідріхсгам, Виборзька губернія, Велике князівство Фінляндське — пом. 3 (15) червня 1880, Славута, Волинська губернія, Російська імперія) — історик, археолог і перекладач. Його молодший брат Генріх був професором математики в Рішельєвському ліцеї. Лауреат Уваровської премії.

## Життєпис
В Санкт-Петербурзі закінчив пансіон Жана фон-Муральта, пастора реформатської церкви.
У 1822—1825 роках навчався у Дерптському університеті на юридичному факультеті.
У 1830—1832 роках був викладачем німецької мови у Вітебській гімназії, а потім в Дінабургській гімназії (зараз — м. Даугавпілс).
З 1832 року був професором Рішельєвського ліцею та Імператорського Новоросійського університету в Одесі. Ад'юнктом — на кафедрі загальної історії і статистики, а з 1836 року — екстраординарний професор.
У 1849—1851 роках викладав політичну економію і комерцію.
У 1854 році вийшов у відставку відповідно віку та працював в середніх навчальних закладах.
У 1866 році тимчасово виконував посадові обов'язки доцента загальної історії Імператорського Новоросійського університету.
У 1866 році Рада згаданого університету присвоїла йому ступінь почесного доктора загальної історії.
У 1869 році він став екстраординарним професором.
У 1871—1880 роках, в зв'язку з вислугою 40 років, він перейшов «на приватне викладання в університеті з утриманням екстраординарного професора».
У 1874 році він здійснив поїздку на Кавказ для вивчення східного берега Чорного моря; в 1876 р. був за кордоном.
Брав участь в археологічних з'їздах:
- 1-й у Москві в 1872 році,
- 3-й у Києві в 1874 році,
- 4-й у Казані в 1877 році.

З 1839 року — став членом Одеського товариства історії та старожитностей, Лігурійського товариства природничих наук у Генуї та з 1869 року — Московського археологічного товариства.
Автор праць з історичної географії Причорномор'я доби античності та середньовіччя, перекладів записок послів та мандрівників XV—XVII століть, в яких висвітлюється історія Причорномор'я та Південної України, зокрема діаріуша Еріха Лясоти.
Пилип Карлович Брун помер 1880 року. Був похований на Першому Християнському цвинтарі. 1937 року комуністичною владою цвинтар було зруйновано. На його місці був відкритий «Парк Ілліча» з розважальними атракціонами, а частина була передана місцевому зоопарку. Нині достеменно відомо лише про деякі перепоховання зі Старого цвинтаря, а дані про перепоховання Бруна відсутні.

## Праці
Автор понад 100 наукових праць. Серед них:
- Следы лагеря Карла XII возле Бендер у с. Варницы // Записки одесского общества истории и древностей. — Т.2. — Одесса, 1850;
- Путешествия и посольства Гильбера де Ланнуа по Южной России в 1421 году: Пер. и ком. // Там же. — Т.3.—Одесса, 1853;
- О позднейших названиях древней Гилеи // Там само. — Т. 4. — Одесса, 1860;
- Путешествия Ивана Штильтбергера по Европе, Азии и Африке с 1394 по 1427 г.: Пер. и ком. // Записки Новороссийского университета. — Т.1. — Одесса, 1866;
- Крым в половине XVIII столетия. — Одесса, 1867;
- 30-летие Одесского общества истории и древностей, его записки и археологические собрания // Записки одесского общества истории и древностей. — Т.8. — Одесса, 1872;
- Путевые записки посла австрийского императора Рудольфа ІІ к запорожцам в 1594 г. Эриха Лясоты: Пер. и ком. — СПб., 1873;
- Черноморье: Сб. исследований по исторической географии южной России [Архівовано 19 липня 2014 у Wayback Machine.]. — Т.1-2. — Одесса, 1879—1880.